# La pubblica ottusità
La pubblica ottusità è il 27° album in studio di Adriano Celentano pubblicato nel 1987 dalla Clan Celentano.

## Storia
A due anni dal precedente Joan lui, Celentano torna a pubblicare un lavoro di inediti. L'album otterrà un ottimo successo commerciale, forte della popolarità dell'artista in costante crescita, dopo un temporaneo calo delle vendite, raggiungendo l'obiettivo del milione di copie (miglior risultato fino a quel momento nella carriera di Celentano).
La pubblicazione di questo lavoro è coeva dell'esordio del programma televisivo Fantastico 8, condotto dallo stesso Celentano. I brani dell'album sono stati presentati nel corso delle varie puntate dello stesso spettacolo TV. Tra questi ricorrono le due sigle: quella d'apertura è L'ultimo gigante, il cui testo racconta di un vecchio 78 giri che, proprio la notte del 6 gennaio (giorno della puntata finale nonché 50º compleanno dell'artista), invita a farsi suonare su un vecchio giradischi, e la canzone è la famosa Rock Around the Clock, brano da sempre amato da Celentano, tanto da essere citata in altre sue canzoni passate. La sigla finale è È ancora sabato, vagamente ispirata nel riff a An Innocent Man di Billy Joel. Inoltre nel programma è presentata Dolce rompi come tema conduttore del segmento dedicato allo sponsor (una nota marca di caffè).
Nel brano La luce del sole canta un coro di bambini formato dalle scolaresche della scuola elementare "Maria Consolatrice" di Milano e della scuola media "Leonardo da Vinci" di Sesto San Giovanni. 
Le prime stampe dell'album presentavano due versioni alternative, con strumenti e missaggi differenti, dei brani La pubblica ottusità e La luce del sole. 
Nel 2019 La pubblica ottusità è stata nuovamente cantata dal vivo da Celentano nel programma Adrian Live - Questa è la storia....

## Tracce

### Lato A
1. La pubblica ottusità (Adriano Celentano, Roberto Soffici) - 6:06
2. Dolce Rompi (Giancarlo Bigazzi, Gianna Albini, Oscar Prudente)- 3:57
3. È ancora sabato (Giorgio Calabrese, Pinuccio Pirazzoli, Ronald Jackson) - 4:21
4. Fresco (Gino Santercole, Miki Del Prete) - 3:15

### Lato B
1. L'ultimo gigante [medley con "Rock around the clock"] (Sebastiano Barbagallo, Adriano Celentano, J. De Knight, Max C. Freedman) - 3:59
2. C'è qualcosa che non va (Adriano Celentano) - 4:58
3. Mi attrai (Giancarlo Bigazzi, Gianna Albini) - 3:31
4. La luce del sole (Adriano Celentano, Pinuccio Pirazzoli) - 6:03

## Formazione
- Adriano Celentano – voce
- Pier Michelatti – basso
- Lele Melotti – batteria
- Paolo Steffan – basso, chitarra
- Paolo Carta – chitarra
- Gianni Madonini – tastiera, programmazione
- Maurizio Preti – percussioni
- Gaetano Leandro – pianoforte